# Муизз уд-Дин Джахангир-бек
Джахангир-бей (? — 1469) — бей государства Ак-Коюнлу (1444—1453). Полное имя — Муизз уд-Дин Джахангир-бек.

## Биография
Представитель рода Баяндыр племенной конфедерации Ак-Коюнлу. Один из семи сыновей Али-бея (? — 1438), бея Ак-Коюнлу в 1435-1438 годах. Его матерью была Сара-хатун, дочь Пир-Али Баяндура, двоюродная сестра Али-бея.
В 1438 году после смерти своего отца Али-бея Джахангир вынужден был вместе с братом Узун-Хасаном бежать из Диарбакыра. Власть в Ак-Коюнлу захватил их дядя Хамза-бей (1438—1444). Впрочем в 1444 году Джахангиру удалось победить Хамзу и самому стать беем Ак-Коюнлу. Старался придерживаться мира со всеми соседями. Больше внимания уделял экономическому возрождению государства после внутренних потрясений.
В 1450 году Джахангир-беей вступил в конфликт с Джаханшахом, султаном Кара-Коюнлу. Борьба продолжалась до 1452 года, когда Джахангир вынужден был заключить мирный договор, по которому Ак-Коюнлу признала свою зависимость от государства Кара-Коюнлу. В то же время оговорено, что на случай смерти одного из правителей, второй получает его владения. Против этого выступил брат Узун-Хасан и дальний родственник Кылыч-Арслан ибн Ахмад. В 1453 году Джахангир-бей потерпел поражение и вынужден был бежать из Диарбакыра в Мардин, а оттуда в Эрзинджан. Он пытался вернуть власть до 1457 года, когда умер бей Кылыч-Арслан. В конце концов Джахангир-бей заключил мирный договор с Узун-Хасаном, которого признал беем. А Узун-Хасан отказался претендовать на владение Джахангира в Эрзинджане.
Джахангир-бей скончался в 1469 году. Его владения присоединил к своему государству его брат Узун-Хасан.
У Джахангир-бея было четыре сына: Касим-бей, Хамза-бей, Мурад-бей и Ибрагим-бей.